# Cirrospilus insculptus
Cirrospilus insculptus is een vliesvleugelig insect uit de familie Eulophidae. De wetenschappelijke naam is voor het eerst geldig gepubliceerd in 2002 door Zhu, LaSalle & Huang.